# Boris Lagoetin
Boris Nikolajevitsj Lagoetin (Russisch: Борис Николаевич Лагутин) (Moskou, 24 juni 1938 – Moskou, 4 september 2022) was een Russisch bokser. Hij werd olympisch kampioen in de halfmiddengewichtklasse op de Olympische Spelen van 1964 en op de Olympische Spelen van 1968. Ook won hij twee keer de Europese kampioenschappen boksen.
Lagoetin ontving verschillende onderscheidingen waaronder de Orde van Verdienste voor het Vaderland en de Orde van de Rode Vlag van de Arbeid.

## Erelijst

### Olympische Spelen
- 1968 in Tokio, Japan (–71 kg)
- 1964 in Mexico-Stad, Mexico (–71 kg)
- 1960 in Rome, Italië (–71 kg)

### Europese kampioenschappen
- 1963 in Moskou, Sovjet-Unie (–71 kg)
- 1961 in Belgrado, Joegoslavië (–71 kg)

1952: László Papp ·
1956: László Papp ·
1960: Wilbert McClure ·
1964: Boris Lagoetin ·
1968: Boris Lagoetin ·
1972: Dieter Kottysch ·
1976: Jerzy Rybicki ·
1980: Armando Martínez ·
1984: Frank Tate ·
1988: Park Si-hun ·
1992: Juan Carlos Lemus ·
1996: David Reid ·
2000: Jermachan Ibraimov